# بلبل سبز کاکل‌خاکستری
بلبل سبز کاکل‌خاکستری (نام علمی: Xanthomixis cinereiceps) نام یک گونه از سرده بلبل‌های سبز است.